# Perizoma strictifascia
Perizoma strictifascia là một loài bướm đêm trong họ Geometridae.